# Don Felder
Donald "Don" Felder, född 21 september 1947 i Gainesville, Florida, är en amerikansk musiker, mest känd som gitarrist i rockbandet Eagles.
Felder spelade i banden The Continentals (tillsammans med bland andra Bernie Leadon, som han senare skulle återförenas med i Eagles, och Stephen Stills) och Flow innan han värvades till Eagles 1974, under inspelningarna av On the Border. Felders ankomst var en bidragande orsak till bandets utveckling från countryrock mot rock 'n' roll. Han var sedan med i bandet tills de upplöstes 1980. Förutom sitt gitarrspel bidrog han även som låtskrivare på några av bandets låtar, ofta tillsammans med Don Henley och Glenn Frey. Han är bland annat en av kompositörerna till bandets allra största hit, "Hotel California".
Efter bandet hade splittrats släppte Felder 1983 sin första soloskiva, Airborne. Han var sedan med när Eagles återförenades 1994. Han spelade med bandet fram till februari 2001 då han fick sparken. Felder svarade med att stämma bandet, Henley och Frey för kontraktsbrott. Henley och Frey stämde i sin tur Felder. Fallet lades ned 2007 efter att man gjort upp i godo.

## Diskografi

### Album med Eagles
Studioalbum
- On the Border (1974)
- One of These Nights (1975)
- Hotel California (1976)
- The Long Run (1979)

Livealbum
- The Eagles Live (1980)
- Hell Freezes Over (1994)

Samlingsalbum
- Their Greatest Hits (1976)
- The Eagles Greatest Hits, Vol. 2 (1982)
- Selected Works: 1972–1999 (2000)
- The Very Best Of (2003)
- The Eagles (2005)

### Eagles-sånger med bidrag från Felder
- "Visions" från One of These Nights (Don Felder & Don Henley)
- "Too Many Hands" från One of These Nights (Felder & Randy Meisner)
- "Victim of Love" från Hotel California (Felder, Henley, Glenn Frey & J. D. Souther)
- "Hotel California" från Hotel California (Felder, Henley & Frey)
- "The Disco Strangler" från The Long Run (Felder, Henley & Frey)
- "Those Shoes" från The Long Run (Felder, Henley & Frey)

### Soloalbum
- Airborne (1983)
- Road to Forever (2012)
- American Rock 'n' Roll (2019)